# Zhōngguó Rénmín Jiěfàngjūn Kōngjiàngbīng Jūn
Il Corpo aviotrasportato dell'Esercito Popolare di Liberazione (中國人民解放軍空降兵軍T, 中国人民解放军空降兵军S, Zhōngguó Rénmín Jiěfàngjūn Kōngjiàngbīng JūnP) è l'unità aviotrasportata delle forze armate cinesi. A differenza che nella maggior parte degli altri ordinamenti militari mondiali, il Corpo dipende dal comando dell'Aviazione militare (Zhongguo Renmin Jiefangjun Kongjun) invece che da quello delle forze di terra (Zhongguo Renmin Jiefangjun Lujun).
Creato nel 1950, il Corpo è parte della riserva strategica delle forze armate cinesi ed elemento di punta delle forze di reazione rapida della Cina; la struttura comprende un comando di corpo d'armata con sei brigate da combattimento, una brigata di forze speciali, una brigata di supporto al combattimento, una brigata da trasporto e una brigata di addestramento.

## Storia

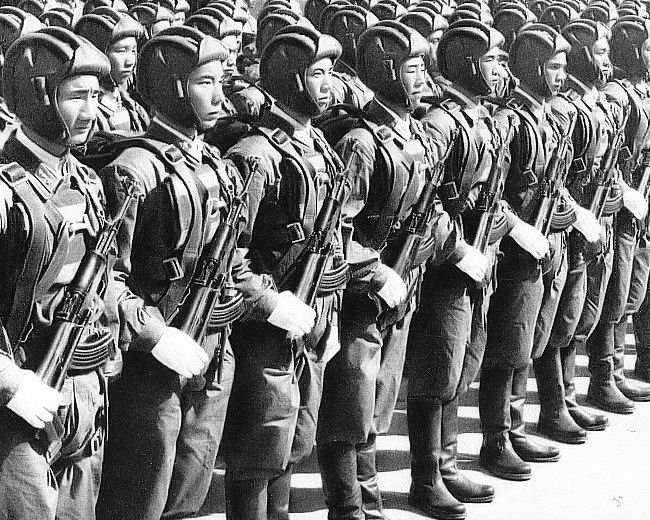
Schieramento di paracadutisti cinesi durante una parata nel 1955

Le origini del Corpo aviotrasportato cinese risalgono all'attivazione, il 26 luglio 1950, della prima unità di truppe da combattimento terrestri dell'Aeronautica militare cinese, ottenuta tramite il trasferimento di reparti dall'89ª Divisione della XXX Armata dell'Esercito Popolare di Liberazione; i primi 6000 volontari eseguirono il loro primo lancio di addestramento con il paracadute già il 29 settembre 1950. Negli anni seguenti questa 1ª Brigata da combattimento terrestre, di stanza prima a Shanghai e poi a Kaifeng, fu quindi ampliata a livello di divisione e addestrata alle operazioni di paracadutismo militare e di aviotrasporto, assumendo nel tempo le designazioni di 1ª Divisione paracadutisti e di 1ª Divisione aviotrasportata. Nel maggio 1961 il corpo aviotrasportato dell'Aeronautica cinese fu notevolmente espanso nell'organico, strutturandosi su un comando di armata con ai suoi ordini tre divisioni da circa 11000 effettivi ciascuna; il corpo assunse la designazione di XV Armata aviotrasportata per onorare la precedente XV Armata cinese, distintasi nei combattimenti della guerra di Corea. Nell'ottobre 1964 fu aggiunto all'organico dell'armata un reggimento di aerei da trasporto seguito, nel 1969, da un reggimento di elicotteri; le due unità furono poi fuse insieme andando a costituire la 13ª Divisione trasporto aereo, strutturata su tre reggimenti da 25-30 velivoli da trasporto assegnati ciascuno alle tre divisioni della XV Armata.
Dopo l'ampliamento degli anni 1960 le truppe aviotrasportate cinesi non ricevettero particolare attenzione, e l'organico della XV Armata aviotrasportata subì anzi una serie di contrazioni e riduzioni nel 1975 e nel 1985. Solo negli anni 1990, con l'aumento del livello di professionismo delle forze armate cinesi e il cambiamento della dottrina militare nazionale verso concetti più elaborati e moderni, le truppe aviotrasportate iniziarono a ricevere maggior considerazione. Nella prima metà degli anni 1990 la XV Armata aviotrasportata subì un aumento del 25% dei suoi organici, e il quartier generale dell'unità fu spostato a Xiaogan nell'Hubei; l'unità fu designata come unità di punta delle forze di reazione rapida cinesi, venendo assegnata alla riserva strategica controllata direttamente dalla Commissione militare centrale. Al 2001 la XV Armata risultava ancora strutturata su un organico di tre divisioni di circa 10000 uomini ciascuna di stanza a Kaifeng (43ª Divisione paracadutisti) e Wuhan (44ª e 45ª Divisione paracadutisti); ogni divisione controllava due reggimenti di fucilieri motorizzati e un reggimento di artiglieria aviotrasportabile, mentre a livello di armata erano disponibili ulteriori unità di artiglieria, difesa antiaerea, genio militare, ricognizione, trasmissioni, logistica e difesa chimica. La 45ª Divisione controllava anche un gruppo di forze speciali, mentre la scuola di paracadutismo militare era alle dipendenze della 44ª Divisione. L'ulteriore processo di professionalizzazione delle forze armate cinesi portò a una generale riorganizzazione del Corpo aviotrasportato nel 2017-2018: l'unità fu ristrutturata su un comando di corpo d'armata controllante sei brigate operative, una brigata di forze speciali e ulteriori unità di supporto.
Le truppe aviotrasportate cinesi non sono mai state impegnate in missioni di combattimento contro nemici esteri ma sono state schierate in varie operazioni all'interno della stessa Cina, in particolare per sedare rivolte o sostenere le autorità locali in caso di disastri ed emergenze. Elementi della XV Armata aviotrasportata furono impiegati a Wuhan nel 1967 per sedare alcune delle rivolte più violente scoppiate durante il periodo della "rivoluzione culturale", mentre nel 1989 truppe aviotrasportate furono rapidamente inviate a Pechino per contribuire alla sanguinosa repressione delle protesta di piazza Tienanmen; sul lato delle operazioni umanitarie, un'unità di esploratori paracadutisti fu impiegata per la valutazione dei primi danni in località rimaste isolate dopo il grave terremoto del Sichuan del 2008, mentre unità aviotrasportate hanno fornito supporto sanitario alla zona di Wuhan durante la pandemia di COVID-19 in Cina del 2019-2023.

## Struttura

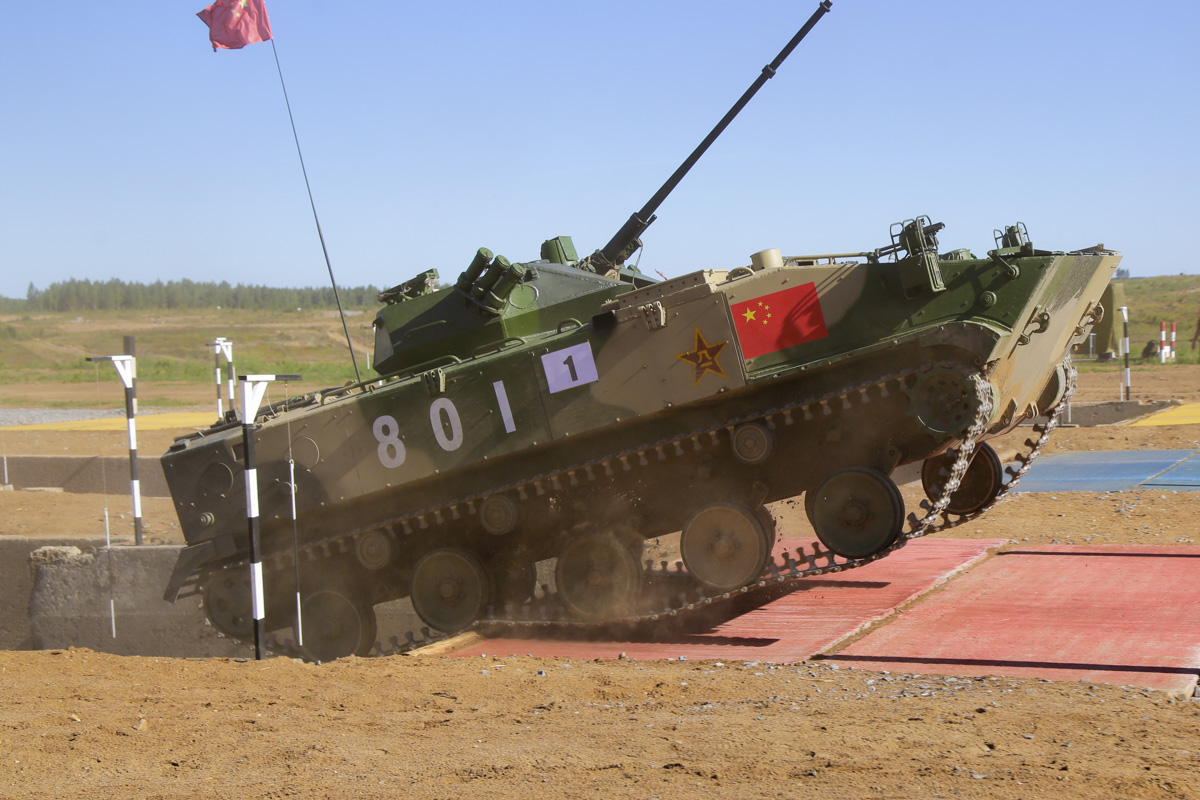
Uno ZBD-03 delle forze aviotrasportate cinesi durante un addestramento nel 2018

Al 2024 il Corpo aviotrasportato dell'Esercito Popolare di Liberazione si strutturava su una forza di:
- sei brigate di manovra aerotrasportabili, di cui tre qualificate come motorizzate, due come meccanizzate e una come da aeroassalto;
- una brigata di aviazione da trasporto, dotata sia di elicotteri che di velivoli ad ala fissa;
- una brigata di forze speciali;
- una brigata di supporto al combattimento;
- una brigata di addestramento reclute.

Ciascuna brigata di manovra si struttura su quattro battaglioni da combattimento, un battaglione di artiglieria campale, un battaglione da ricognizione, un battaglione di logistica, un battaglione di supporto alle operazioni e un battaglione da trasporto. La forza alle armi comprende circa 30000 uomini.
Il Corpo arruola uomini in tutte le regioni della Cina tramite appositi distaccamenti di reclutatori. La truppa è generalmente composta da coscritti di età compresa tra i 18 e i 20 anni, per la maggior parte dotati di diploma di scuola secondaria superiore e arruolati per un periodo minimo di quattro anni aumentabili a sei, passati i quali devono superare gli esami per diventare sottufficiale se vogliono rimanere nel Corpo. Gli ufficiali sono tutti diplomati all'accademia militare, addestrati successivamente presso la scuola delle forze aerotrasportate.
La flotta di aerei da trasporto dell'Aeronautica cinese comprende (al 2022) più di 200 velivoli, cui 51 aerei da trasporto pesante (Il-76 e Y-20), 55 da trasporto medio (Y-8 e Y-9) e oltre 100 da trasporto leggero (Y-5 e Y-7); secondo alcuni calcoli, il Corpo sarebbe in grado di aerotrasportare simultaneamente due brigate dotate di equipaggiamento leggero oppure metà di una brigata meccanizzata. Il Corpo dispone di un reggimento elicotteri suo proprio dotato di dodici apparecchi da trasporto Z-9, otto apparecchi Z-8 per attività CSAR e otto elicotteri d'attacco WZ-10. Il parco veicoli terrestri del Corpo, tutto composto da mezzi aviotrasportabili e aviolanciabili, dispone di circa 180 veicoli da combattimento della fanteria ZBD-03 per le brigate meccanizzate, oltre ad alcuni quantitativi di carri leggeri Type 15; le unità motorizzate sono dotate di un gran numero di fuoristrada BJ2022 e CS/VN3 Dajiang, equipaggiati anche con cannoni senza rinculo o lanciamissili anticarro, mentre le unità di artiglieria hanno semoventi 2S9 Nona-S da 120 mm e PCL-181 da 155 mm, oltre a obici trainati PL-96 da 122 mm e mortai pesanti. Per la difesa antiaerea sono disponibili vasti quantitativi di MANPADS tipo QW e cannoni antiaerei trainati PG-87 da 25 mm.